# Хані-і-Хотіт
Хані-і-Хотіт (алб. Hani i Hotit) — пункт пропуску через державний кордон на північному заході Албанії, на кордоні з Чорногорією, на березі затоки Хотіш (Gjiri i Hotit, Hotsko jezero) озера Шкодер. Адміністративно належить до округу (реті) Малесія-е-Маді в області (карці) Шкодер.
У 1985 році завершено будівництво залізничної лінії Лячі — Шкодер — Хані-і-Хотіт. Відкриття ділянки Шкодер — Хані-і-Хотіт завдовжки 36,5 км відбулося 11 січня в присутності міністра транспорту Народної Соціалістичної Республіки Албанії (НСРА) Луана Бабамето. У серпні 1986 року було відкрито вантажне сполучення залізницею Підгориця — Шкодер, HCPA була включена в європейську залізничну мережу.
Здійснюється вантажне залізничне сполучення між станціями Тузи (Чорногорія) та Байза (Албанія). Працює вантажопасажирський автомобільний двосторонній пункт пропуску Хані-і-Хотіт — Божай (Božaj). Існують ще два автомобільні пункти переходу через кордон між Албанією та Чорногорією: Мурикяни — Сукобін і Вермоши — Грнчар.